# Shiori Mikami
Shiori Mikami (Prefettura di Aomori, 6 gennaio 1989) è una doppiatrice giapponese affiliata a Aoni Production fino al 2011.

## Doppiaggio

### Serie televisive anime
- Vari in Shugo Chara - La magia del cuore
- Kazumi, Yumiko, altri in Skip Beat!
- Masumi Nishino in Kämpfer
- Yoko Kadomatsu in Saki
- Shiori in Sacred Seven
- Akari Akaza in YuruYuri
- Ghutatan in Haiyore! Nyaruko-san
- Airy Ardet in Shining Hearts: Shiawase no Pan
- Ecarlate Juptris Saint Piria in Ixion Saga DT
- Krista Lenz/Historia Reiss in L'attacco dei giganti, Attacco! A scuola coi giganti
- Riri in Mondaiji-tachi ga isekai kara kuru sō desu yo?
- Lamia in Devils and Realist
- Haruka Ayatsuji, Aoba Harukawa in World Trigger
- Ōmiya-no-Me-no-Kami in Inari, konkon, koi iroha
- Kobori, Ashe in Amagi Brilliant Park
- Ringo in Momo Kyun Sword
- Rin Kurenai in Big Order
- Nao Ishiwatari in Flying Witch
- Ptilopsis leucotis in Kemono Friends
- Hina "Asunaro" Hanetachi in Ore o suki na no wa omae dake ka yo
- Jō-о̄ in Fairy Ranmaru
- Akari Sawake in 180-Byō de Kimi no Mimi o Shiawase ni Dekiru ka?
- Ayumi Tougeguchi in Akebi's Sailor Uniform[1]
- Roxanne in Harem in the Labyrinth of Another World[2]
- Angel Usukubo in Squalificati
- Omi Jin in Tasū ketsu
- Hibari in One Piece

### Videogiochi
- Aisha in Ys Seven,Ys vs. Sora No Kiseki: Alternative Saga
- Colleen Celsius, Jade in Valkyria Chronicles II
- Guan Yinping in Dynasty Warriors 8, Warriors Orochi 4
- Miki in Kurohyō 2: Ryū ga Gotoku Ashura hen
- Vari in Chain Chronicle
- Melissabelle in Granblue Fantasy
- Megu Mikazuki in Natsuiro High School: Seishun Hakusho
- Linne in Oninaki
- Malpi in Pokémon Masters EX
- Konuri Maki in Blue Archive
- Medina Alliam in Triangle Strategy
- Akira Tadokoro (bambino) in Live A Live (Remake)